# Neimiyeh
Neimiyeh (tiếng Ả Rập: النعيمية) là một ngôi làng Syria nằm ở phó huyện Uqayribat thuộc huyện Salamiyah, Hama. Theo Cục Thống kê Trung ương Syria (CBS), Neimiyeh có dân số 1226 trong cuộc điều tra dân số năm 2004.